# Kvarnträsket (Nederluleå socken, Norrbotten, 730226-180082)
Kvarnträsket är en sjö i Luleå kommun i Norrbotten och ingår i Råneälven-Altersundets kustområde.